# Finlay Pickering
Finlay Pickering (Cottingham, 27 januari 2003) is een Brits wielrenner die in 2024 prof werd bij Bahrain Victorious.

## Carrière
Als tweedejaars junior werd Pickering onder meer tweede in het eindklassement van de GP Rüebliland en tweede in de Trofeo Buffoni. In de door Gustav Wang gewonnen tijdrit voor junioren op het wereldkampioenschap in 2021 werd hij achtste.
In juli 2022 won Pickering de derde etappe, met aankomst op La Planche des Belles Filles, in de Ronde van de Elzas. Hier kwam hij solo als eerste boven, voor Jordan Jegat en Lennert Van Eetvelt. Door zijn overwinning nam hij de leiderstrui over van Roland Thalmann. Deze leiderstrui verdedigde Pickering in de resterende twee etappes met succes, waardoor hij José Félix Parra opvolgde als eindwinnaar.
In 2024 werd Pickering prof bij Bahrain Victorious. Zijn debuut voor de ploeg maakte hij eind januari in de AlUla Tour.

## Overwinningen
2022
3e etappe Ronde van de Elzas
Eind- en jongerenklassement Ronde van de Elzas
2023
Bergklassement Alpes Isère Tour
2025
Bergklassement Ronde van de Alpen

## Resultaten in voornaamste wedstrijden
|      | \| Jaar \| Clásica San Sebastián \| \| ---- \| --------------------- \| \| 2024 \| opgave \| |
| Jaar | Clásica San Sebastián                                                                        |
| 2024 | opgave                                                                                       |

## Ploegen
- 2022 –  Equipe continentale Groupama-FDJ
- 2023 –  Trinity Racing
- 2024 –  Bahrain Victorious
- 2025 –  Bahrain Victorious

Arashiro · Arndt · Bauhaus · Bilbao · Bruttomesso · Buitrago · Buratti · Caruso · Govekar · Gradek · Haig · Kepplinger · Madan · Miholjević · Mohorič · Pasqualon · Pickering · Poels · Price-Pejtersen · Rajović · Scott · Stannard (vanaf 19/8) · Sütterlin · Tiberi · Træen · Tu · Wiśniowski (vanaf 1/3) · Wright · Zambanini · Skerl (stagiair) · van der Meulen (stagiair) · Van Mechelen (stagiair)
Arndt · Bauhaus · Bilbao · Bruttomesso · Buitrago · Buratti · Caruso · Ermakov · Eržen · Eulálio · Govekar · Gradek · Haig · Kepplinger · Martinez · Miholjević · Mohorič · Paasschens · Pasqualon · Pickering · Skerl · Stannard · Stockwell · Tiberi · Træen · Tu · van der Meulen · Van Mechelen · Wright · Zambanini